# Чернявка (Курська область)
Чернявка (рос. Чернявка) — присілок в Щигровському районі Курської області Російської Федерації.
Населення становить 325 осіб. Входить до складу муніципального утворення Охочевська сільрада.

## Історія
Населений пункт розташований на території українського етнічного та культурного краю Східна Слобожанщина.
Від 2004 року входить до складу муніципального утворення Охочевська сільрада.

## Населення
1. Н/Д[2]